# The Wisdom of Crowds
The Wisdom of Crowds (2004) is een boek van de Amerikaanse journalist James Surowiecki, waarin hij het standpunt verdedigt dat een grote groep leken in bepaalde omstandigheden meer weet dan enkele deskundigen. De titel is een toespeling op het boek van de Schotse journalist Charles Mackay Extraordinary Popular Delusions and the Madness of Crowds, dat in 1841 werd gepubliceerd. Dat boek was juist uiterst kritisch over uitingen van de massa, zoals economische zeepbellen, heksenjacht, bijgeloof en dergelijke.
Het werd in het Nederlands vertaald en uitgegeven onder de titel Twee weten meer dan een; Waarom het beter is groepsbeslissingen te nemen.

## Algemeen
Over de vraag of de mensen ‘met zijn allen’ slimmer of wijzer zijn dan enkele deskundige individuen, zijn de meningen verdeeld. Velen weten echter meer dan een. Maar wat stelt deze collectieve kennis nu voor?
Volgens Syrowiecki zijn grote groepen burgers in bepaalde omstandigheden beter geïnformeerd en in staat tot het nemen van betere beslissingen dan enkele goed geïnformeerde individuen of experts. Dit geldt vooral voor groepen met een minder hechte organisatie, waarbij men zich niet of weinig bewust is van het groepsverband. Hij noemt daarbij als voorbeeld een anekdote van de Engelse geleerde Francis Galton. Deze had ooit vastgesteld dat een groep mensen op een marktplein verrassend goed in staat was het gewicht van een stier te schatten. Het juiste gewicht (op een weegschaal gemeten) bleek namelijk vrijwel identiek aan de mediaan van de individuele schattingen.
Groepsbeslissingen oogsten het meest vruchtbare resultaat in groepen met een grote diversiteit aan meningen en onafhankelijk denkende individuen. Bij te weinig diversiteit aan meningen kunnen factoren als groepsdruk, kuddegedrag en conformisme de besluitvorming gaan beïnvloeden. Er dreigt een tunnelvisie te ontstaan.

## Kennisnetwerken
Collectieve kennis kan de vorm aannemen van een netwerk van kennis, zoals die via Internet beschikbaar zijn. Hierdoor kan een relatief grote groep burgers beschikken over kennis van allerhande onderwerpen, die door vele individuele experts, amateurs of leken is verzameld.
Een ander voorbeeld van moderne collectieve kennis zijn medische expertsystemen, die soms tot betere adviezen in staat zijn dan individuele artsen. Maar in dat geval is die kennis wel door deskundigen en niet door leken verzameld. Ook wordt gezegd dat in de moderne maatschappij het aantal deskundige mensen is toegenomen, omdat méér burgers nu beter zijn opgeleid. Ook kennis via het internet maakt dat veel burgers nu beter zijn geïnformeerd.